# АВ метал груп
АВ метал груп — українська компанія, що виготовляє та продає металопрокат. Має мережу металобаз у різних регіонах України.

## Виробництво
Підприємства виготовляють чорний металопрокат: діють виробництва з гарячекатаної арматури, електрозварних круглих і профільних труб, круглого прокату, металевого дроту, просічно-витяжного листа, квадрату, смуги, штрипса.
2013 року відкрито виробництво профнастилу, перфорованого листа і металочерепиці, 2018 — внутрішніх стінових касет (ВСК).
З 2019 року підприємство виробляє кладочну сітку для будівництва, сітку Рабіца, каніліровану, та секційні огорожі, з 2020 року — металеві цвяхи і машинобудівне кріплення. 2021 року компанія почала виробництво металосайдингу і ЛСТК-профілю.
Група є членом European Business Association (EBA) з 2020-го року.
Мережа металобаз налічує 48 гуртових філій і 278 роздрібних металобаз.

## Розслідування
7 червня 2019 року на підприємсті АВ Метал в Індустріальному районі Дніпра під час розмотування металевих рулонів одного з працівників намотало на барабан апарату. Від отриманих травм 28-річний співробітник помер на місці.
2021 року група позивалася до господарського суду Івано-Франківська про стягнення заборгованості до трьох підприємств, співзасновником яких є забудовник Іван Мельник, на майже 3 млн грн. Ще з двома фірмами Мельника ТОВ «АВ метал груп» судиться, вимагаючи повернути 1,7 млн грн боргу.

## Рейтинги
- 2020 — № 65 найбільших приватних компаній України за версією Forbes Україна[9]
- № 36 у рейтингу компаній «Створені з нуля» за версією ЛІГА.net[10]